# Pete Haycock
Pete Haycock, all'anagrafe Peter John Haycock (Stafford, 4 marzo 1951 – Francoforte sul Meno, 30 ottobre 2013), è stato un musicista e compositore britannico.
Ha iniziato la sua carriera come chitarrista, cantante e membro fondatore della Climax Blues Band.

## Biografia
Inizia a suonare la chitarra all'età di 12 anni, e forma la sua prima band nel 1967. Nel 1968, dall'incontro con Derek Holt, fonda la Climax Blues Band.